# Morti nel 1061
| Questa pagina contiene informazioni ricavate automaticamente dalle voci biografiche con l'ausilio del template Bio e di un bot. L'aggiornamento è periodico e automatico e ricostruisce completamente la pagina. Se manca una persona in questa lista, sei pregato di non aggiungerla, ma accertati piuttosto che la sua voce biografica contenga il template Bio e che i dati anagrafici siano correttamente compilati. Se il template Bio manca, inseriscilo tu stesso o, in alternativa, metti l'avviso {{tmp\|Bio}} che ne segnala la mancanza. Se i dati riportati sono sbagliati, correggi direttamente la voce biografica; le modifiche saranno visibili in questa lista entro pochi giorni. Per chiarimenti vedi il progetto biografie. La lista contiene solo le 13 persone che sono citate nell'enciclopedia e per le quali è stato implementato correttamente il template Bio. Pagina aggiornata al 13 gen 2025. |

- 28 gennaio - Spytihněv II di Boemia, sovrano boemo (n. 1031)
- 28 giugno - Fiorenzo I d'Olanda, conte olandese
- 13 luglio - Beatrice I di Quedlinburg, badessa tedesca (n. 1037)
- 27 luglio - Papa Niccolò II, papa e vescovo cattolico francese
- Nasr al-Dawla Ahmad ibn Marwan, principe curdo (n. 981)
- Adelmanno di Liegi, vescovo cattolico belga
- Bennone, vescovo cattolico italiano
- Burcardo I di Zollern, conte
- Corrado III di Carinzia, nobile tedesco
- Landolfo Cotta, presbitero italiano
- Abu Saʿīd Gardēzī, geografo e storico persiano
- Sagami, poeta giapponese (n. 998)
- Umberto di Silva Candida, cardinale e vescovo francese